# Korpilombolo kyrka
Korpilombolo kyrka är en kyrkobyggnad som tillhör Pajala församling i Luleå stift. Kyrkan ligger i samhället Korpilombolo i Pajala kommun.

## Kyrkobyggnaden
Träkyrkan i nyklassisk stil uppfördes 1856 efter ritningar av Albert Törnqvist och invigdes 1859 för den då nybildade Korpilombolo församling. Kyrkan vilar på en huggen stenfot och består av ett nord-sydligt orienterat långhus med kor i söder och torn med huvudingång i norr. Bakom koret i söder finns en tillbyggd sakristia. Omkring år 1894 fick kyrkan sin nuvarande gestalt då tornet byggdes om och de spetsiga fönstren byttes ut mot rundbågiga. En restaurering genomfördes 1936 under ledning av Bertil Höök då en ny tornspira tillkom och kyrkorummet kläddes in med träfiberskivor. Ännu en restaurering genomfördes 1974 under ledning av Bertil Franklin. Syftet var att återställa kyrkorummets utseende från 1894. Äldre pärlspontspaneler togs då fram och en ny altartavla tillkom.

## Inventarier
- Orgeln med 15 stämmor två manualer och pedal är tillverkad av Grönlunds Orgelbyggeri i Gammelstaden och invigdes 1988.

| Man I. Huvudverk | Man II. Svällverk | Pedal      | Koppel |
| ---------------- | ----------------- | ---------- | ------ |
| Principal 8'     | Borduna 8'        | Subbas 16' | II/I   |
| Rörflöjt 8'      | Fugara 8'         | Gedackt 8' | II/P   |
| Principal 4'     | Koppelflöjt 4'    | Oktava 4'  | I/P    |
| Blockflöjt 4'    | Svegel 2'         | Fagott 16' |        |
| Oktava 2'        | Dulcian 8'        |            |        |
| Mixtur 3-4 chor  | Tremulant         |            |        |

- Nuvarande altartavla i starka färger är utförd av Pär Andersson. Tavlans motiv är ett kors omslingrat av törne. Bakgrunden är en glödande solnedgång över en blomsteräng. På korset finns fem rosor som symboliserar Jesu fem sår.
- Kyrkklockan är gjuten 1859 av Bergholtz klockgjuteri.

## Bildgalleri

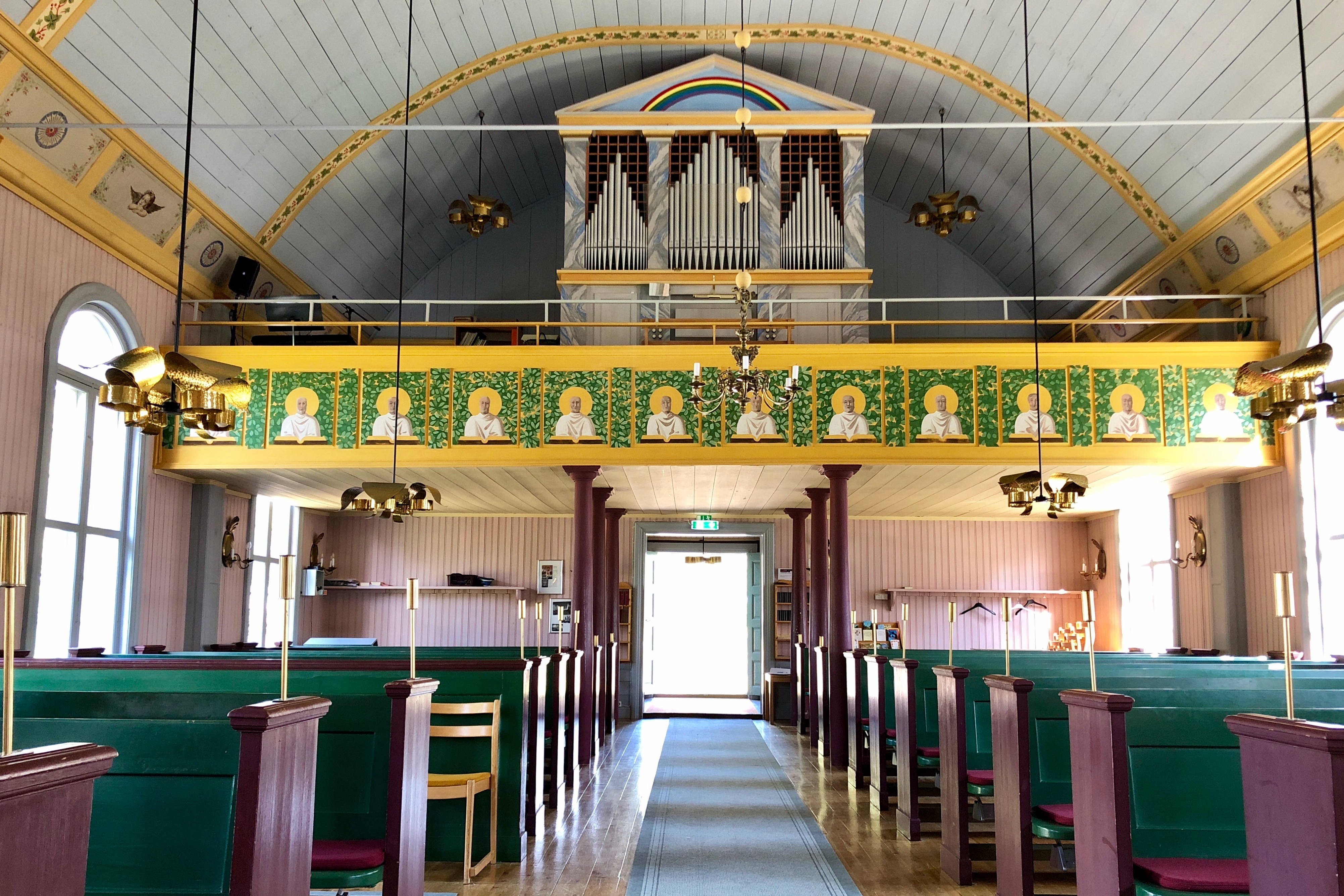
Kyrkorum mot ingång.
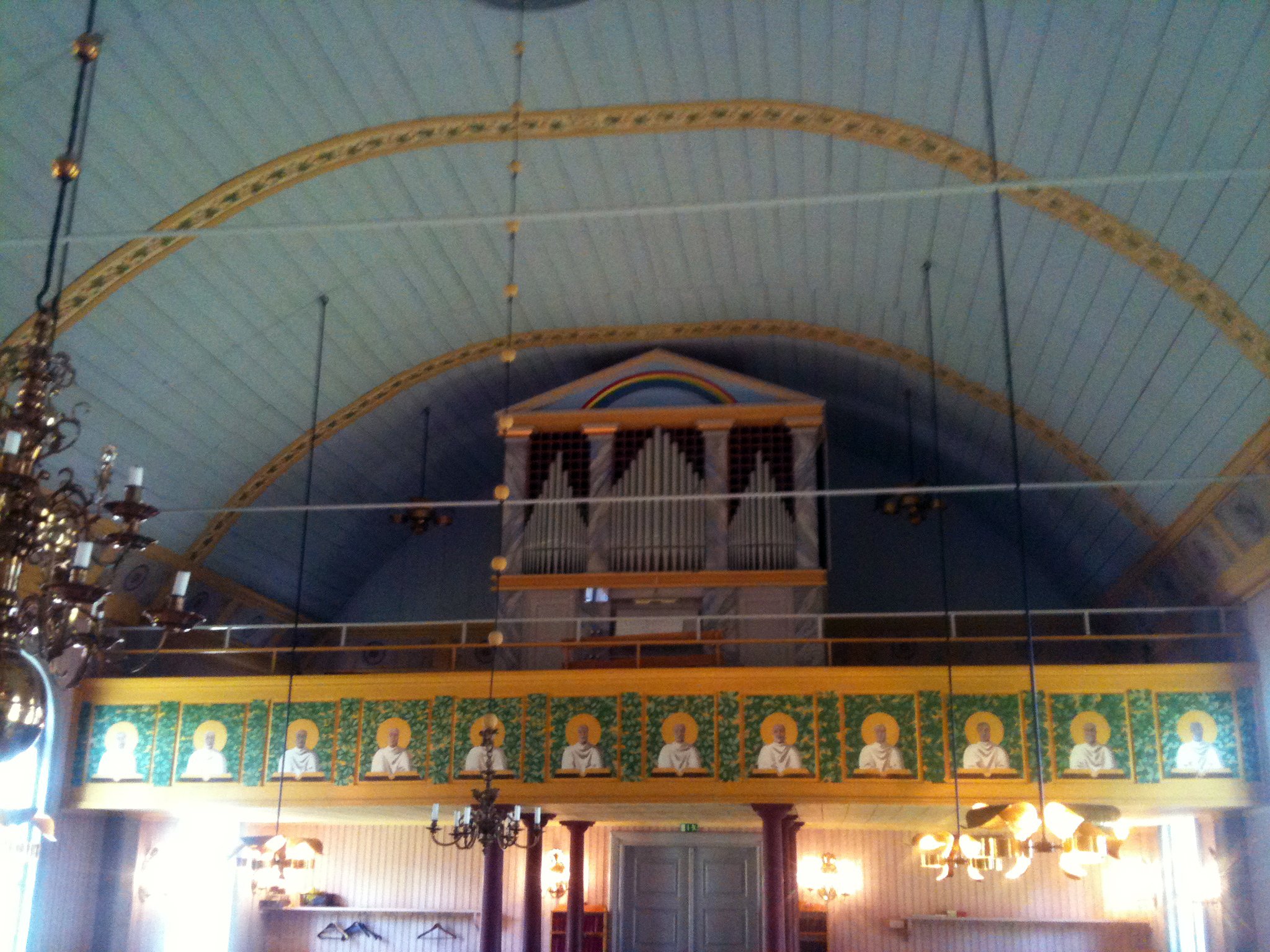
Orgel
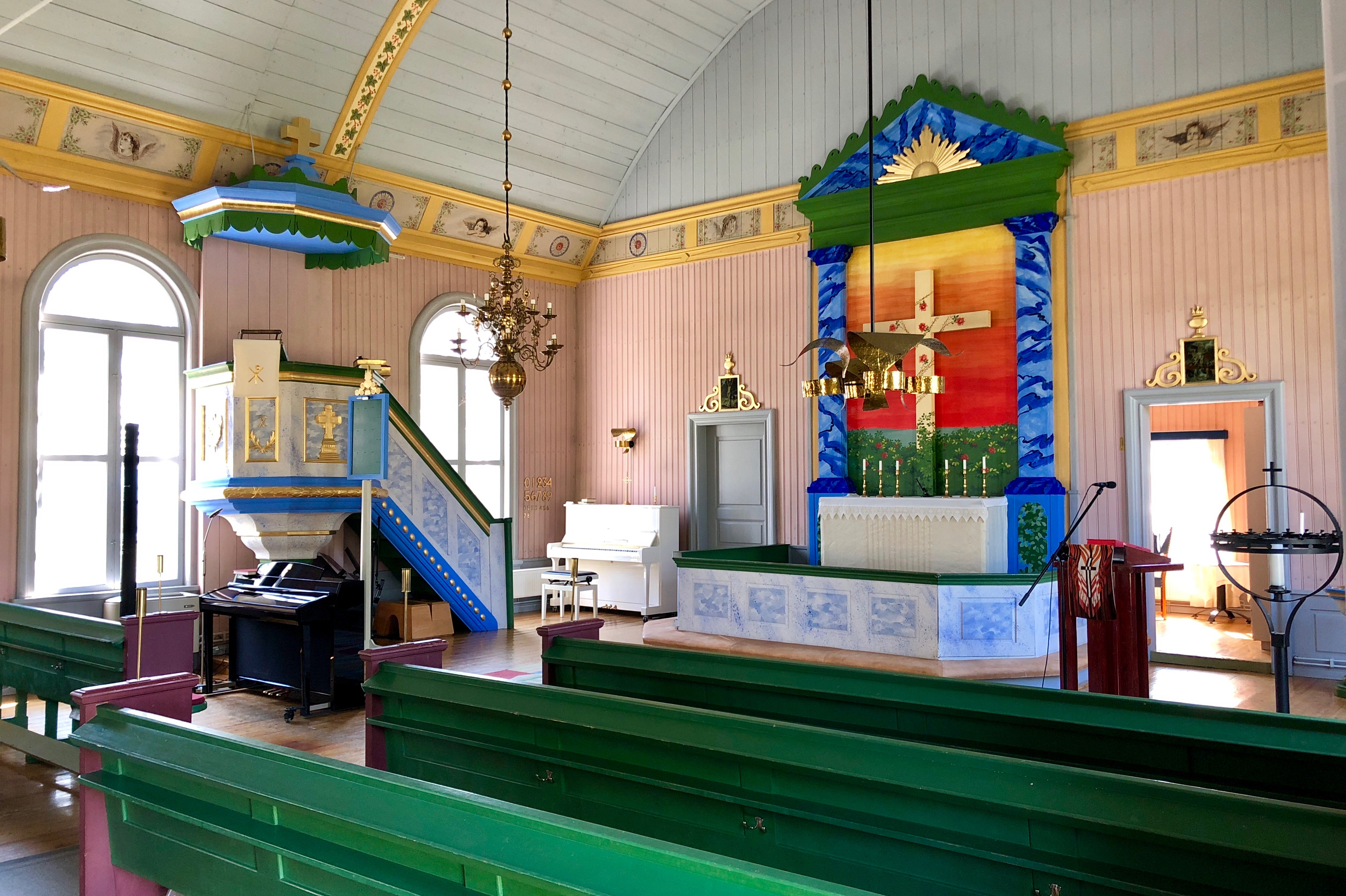
Altare och predikstol.
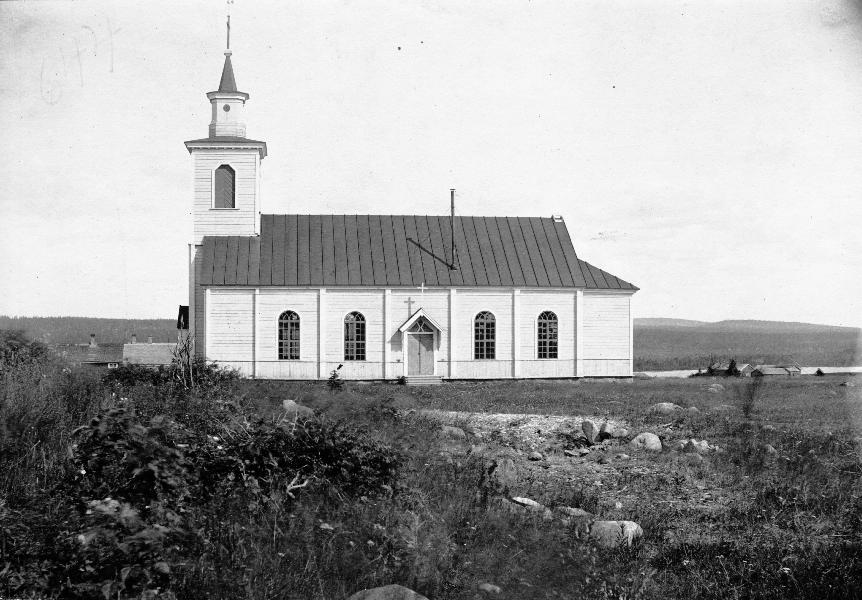
Kyrkan från väster år 1904.

### Fotnoter
1. ↑  ”Korpilombolo kyrka”. Svenska kyrkan. 12 mars 1856. https://www.svenskakyrkan.se/pajala/korpilombolo-kyrka. Läst 18 september 2016.

### Webbkällor
- Svenska kyrkan i Pajala
- Länsstyrelsen i Norrbottens län[död länk]
- byggnadspresentation
- anläggningspresentation